# Carolina Pascual
Pour les articles homonymes, voir Pascual.
Carolina Pascual Gracia est une gymnaste rythmique espagnole, née le 17 juin 1976 à Orihuela, dans la Communauté Valencienne.

## Biographie
Après une médaille de bronze par équipes aux Championnats du monde de gymnastique rythmique 1991 à Athènes, Carolina Pascual est médaillée d'argent aux Jeux olympiques d'été de 1992 à Barcelone au concours individuel avec un total de 58,100 points, derrière l'Ukrainienne Alexandra Timoshenko et devant Oksana Skaldina.
Aux Championnats du monde de gymnastique rythmique 1993 à Alicante, elle est médaillée d'argent aux massues, derrière sa compatriote Carmen Acedo.